# Maître Péronilla
Maître Péronilla est un opéra bouffe en trois actes créé en 1878 sur une musique de Jacques Offenbach. Le livret français a été écrit par le compositeur avec Charles-Louis-Étienne Nuitter et Paul Ferrier.
Le sous-titre était La femme à deux maris ; le titre de travail lors de la préparation du livret et de la composition avait été Frimouskino, qu'Offenbach avait rédigé à la fin des années 1860. Composé à Nice, Offenbach a demandé à Nuitter et Ferrier de l'aider avec les paroles de la chanson car ses collaborateurs habituels, Meilhac et Halévy s'étaient distancés afin de se concentrer sur d'autres projets, notamment dans leur travail avec Lecocq.
Créée au Théâtre des Bouffes Parisiens, la pièce a été retirée après moins de deux mois et La timbale d'argent est revenu aux Bouffes. Réfléchissant à ses nombreux succès précédents, lorsque l'opéra n'a pas réussi à exécuter plus de 50 représentations, Offenbach a écrit à Ludovic Halévy que son nom  ne figurait pas sur les panneaux d'affichage de l'exposition de 1878.
L'œuvre est l'une des nombreuses œuvres d'Offenbach avec des références à l'Espagne : Pépito, La Duchesse d'Albe et Les bavards . La malagueña a été insérée comme chanson supplémentaire pour Fiorella dans le réveil de Noël des Brigands au Théâtre de la Gaîté en 1878.
Deux poursuites judiciaires concernant le sujet de l'opéra ont été engagées — contre Offenbach et après sa mort contre le directeur de théâtre Charles Comte — alléguant que le sujet avait été plagié d'une œuvre de théâtre d'Oswald et Lévy.

## Rôles
| Rôle                                                             | Type de voix  | Distribution originale (13 mars 1878), Chef d'orchestre : Thibault |
| ---------------------------------------------------------------- | ------------- | ------------------------------------------------------------------ |
| Péronilla                                                        | ténor         | Daubray                                                            |
| Don Guardona                                                     | ténor         | Alfred Jolly                                                       |
| Ripardos                                                         | baryton       | Étienne Troy                                                       |
| Brid'oison                                                       | baryton       | Scipion                                                            |
| Don Henrique de Rio Grande                                       | baryton       | Sassard                                                            |
| Le Notaire                                                       | ténor         | Pescheux                                                           |
| Vélasquez major                                                  | ténor         | Maxnère                                                            |
| Vélasquez junior                                                 | ténor         | Dubois                                                             |
| Premier Juge                                                     | baryton       | Chambéry                                                           |
| Deuxième Juge                                                    | baryton       | Janin                                                              |
| Don Fabrice                                                      | baryton       | Montaubry                                                          |
| Le Majordome                                                     | ténor         | Bienfait                                                           |
| Le Corrégidor                                                    | baryton       | Vinchon                                                            |
| L'Huissier                                                       | ténor         | Rivet                                                              |
| Péres                                                            |               | Lalochère                                                          |
| Alvarès                                                          | soprano       | Blanche Peschard                                                   |
| Frimouskino                                                      | mezzo-soprano | Paola Marié                                                        |
| Léona                                                            | mezzo-soprano | Caroline Girard                                                    |
| Manoëla                                                          | soprano       | Humberta                                                           |
| Antonio                                                          | mezzo-soprano | Fanny Robert                                                       |
| Paquita                                                          | mezzo-soprano | Descot                                                             |
| Felipe                                                           | soprano       | Chambéry                                                           |
| Juanito                                                          | mezzo-soprano | Blanche                                                            |
| Rosita                                                           | soprano       | Adrienne                                                           |
| Marietta                                                         | soprano       | Delasquis                                                          |
| Chœur : invités, valets, domestiques, alguazils, femmes, soldats |               |                                                                    |

## Synopsis

### Acte 1
Jardins de Péronilla
La fille de Péronilla, le premier chocolatier de Madrid, la jeune et belle Manoëla, doit se marier avec le vieux Don Guardona, au grand dam de Ripardos, soldat, et Frimouskino, greffier notaire. Léona, la sœur de Péronilla, a arrangé le mariage afin de déjouer les attentions du beau maître de musique Alvarès. Lui, licencié par Léona, rentre chez Péronilla. Le contrat de mariage a déjà été signé, mais Ripardos et Frimouskino dans la pénombre de la chapelle parviennent à amener Alvarès, pas Don Guardona en union religieuse avec Manoëla - lui donnant ainsi deux maris. 

### Acte 2
Palais du marquis Don Henrique de Rio Grande
Un groupe de serviteurs chante la futilité de contrecarrer le vrai jeune amour. Les jeunes mariés - ou plutôt Manoëla et Alvarès - s'assoient pour dîner, rejoints ensuite par tous les invités au mariage, y compris l'autre mari. Alvarès chante une malagueña. Il est convenu de laisser des explications au lendemain, d'autant plus que Péronilla a honte de l'affaire et ne peut pas se décider entre les deux nouveaux gendres. Tous se retirent au lit. Manoëla et Alvarès, avec la complicité de Ripardos et Frimouskino (et Péronilla fermant les yeux) sont autorisés à fuir la maison mais sont pris par les alguazils et Manoëla est obligée de résider dans un couvent jusqu'à ce que l'affaire soit réglée correctement. 

### Acte 3
Au tribunal, une foule s'est rassemblée pour regarder l'affaire. Les témoins sont convoqués à tour de rôle, et Péronilla reprend son ancienne profession d'avocat et défend la poursuite d'Alvarès. Lorsque le juge Brid'oison demande à voir le contrat de mariage, il ressort que le nom Léona apparaît à la place de Manoëla (une ruse de Frimouskino). La femme plus âgée n'est pas mécontente de la perspective d'un mariage avec Don Guardona, ainsi Alvarès devient le seul mari de Manoëla. 

## Enregistrement
Émis en 2020. Avec Véronique Gens, Éric Huchet, Loïc Félix et autres, le Chœur de Radio France et l'Orchestre National de France dirigé par Markus Poschner. CD : Bru Zane Cat : BZ1039.